# Filistata puta
Filistata puta är en spindelart som beskrevs av O. Pickard-Cambridge 1876. Filistata puta ingår i släktet Filistata och familjen Filistatidae. Inga underarter finns listade i Catalogue of Life.